# Финал Лиги чемпионов УЕФА 2005
Финал Лиги чемпионов УЕФА 2005 года — финальный матч розыгрыша Лиги чемпионов УЕФА 2004/05, 50-го сезона в истории Кубка европейских чемпионов и 13-го сезона в истории Лиги чемпионов УЕФА. Матч состоялся 25 мая 2005 года на стадионе «Олимпийский» в Стамбуле. В матче встретились английский «Ливерпуль» и итальянский «Милан». «Ливерпуль» победил в серии пенальти, хотя и проигрывал после первого тайма со счётом 0:3. Тем не менее, команда нашла в себе силы победить, забив во втором тайме 3 гола за 6 минут. Основное время завершилось со счётом 3:3, дополнительные 30 минут также прошли без забитых голов, и «Ливерпуль» победил в серии пенальти: 3:2. Это был пятый трофей клуба в этом соревновании, что дало возможность сохранить кубок у себя навсегда.
В 2007 году английский канал BBC Radio Five Live внёс матч в список из десяти величайших игр всех времён, представленный болельщикам для голосования с целью определить лучший матч в истории футбола.

## Путь к финалу
| Команда         | И | В | Н | П | ГЗ | ГП | ±  | О  |
| --------------- | - | - | - | - | -- | -- | -- | -- |
| Милан           | 6 | 4 | 1 | 1 | 10 | 3  | +7 | 13 |
| Барселона       | 6 | 3 | 1 | 2 | 9  | 6  | +3 | 10 |
| Шахтёр (Донецк) | 6 | 2 | 0 | 4 | 5  | 9  | −4 | 6  |
| Селтик          | 6 | 1 | 2 | 3 | 4  | 10 | −6 | 5  |

| Команда              | И | В | Н | П | ГЗ | ГП | ±  | О  |
| -------------------- | - | - | - | - | -- | -- | -- | -- |
| Монако               | 6 | 4 | 0 | 2 | 10 | 4  | +6 | 12 |
| Ливерпуль            | 6 | 3 | 1 | 2 | 6  | 3  | +3 | 10 |
| Олимпиакос (Пирей)   | 6 | 3 | 1 | 2 | 5  | 5  | 0  | 10 |
| Депортиво Ла-Корунья | 6 | 0 | 2 | 4 | 0  | 9  | −9 | 2  |

### Милан
«Милан» сразу прошёл в групповой этап соревнований, а в следующий раунд вышел, пропустив лишь три мяча и проиграв лишь один раз. Его соперниками по группе стали «Барселона», донецкий «Шахтёр» и «Селтик» из Глазго. Свой первый матч в группе (против «Шахтёра») «Милан» выиграл со счётом 1:0, благодаря голу, забитому Кларенсом Зеедорфом на 84-й минуте.. Следующий матч (против «Селтика» на Сан-Сиро) итальянский клуб выиграл со счётом 3:1, забив в последние три минуты два гола (отличились Филиппо Индзаги и Андреа Пирло), первый гол «Милана» в этой встрече на восьмой минуте забил Андрей Шевченко. Следующие два матча «Милан» играл с «Барселоной». Первую игру против каталонцев, которая состоялась в Италии, «Милан» выиграл со счётом 1:0 — единственный мяч на 31-й минуте забил Шевченко.. Игру на «Камп Ноу» «Милан» проиграл — хотя на 17-й минуте Шевченко открыл счёт, «Барселона» отыгралась после гола Самюэль Это’о, а на 89-й минуте Роналдиньо вырвал для каталонцев победу.. Теперь «Милан», расположившийся на первом месте, опережал «Барселону» только за счёт гола, забитого в Испании. Однако затем итальянцы выиграли дома у «Шахтёра» со счётом 4:0 и оторвались от «Барселоны», сыгравшей вничью с «Селтиком» на два очка. Счёт в матче на «Сан-Сиро» открыл Кака (на 52-й минуте), затем минуту спустя Эрнан Креспо удвоил преимущество хозяев, на 85-й минуте аргентинский форвард оформил дубль, а в добавленное арбитром время Кака забил свой второй мяч и подвёл итог игры.. На последний матч группового этапа игроки «Милана» выходили, зная, что даже ничья гарантирует им первое место в группе. Голов в поединке с «Селтиком» болельщики так и не увидели. «Шахтёр» обыграл «Барселону» со счётом 2:0,, и в итоге «Селтик» вылетел из еврокубков, а «Милан» занял первое место с 13 очками.
Первым соперником «Милана» в серии плей-офф стал английский «Манчестер Юнайтед». Первый матч на «Олд Траффорд» гости выиграли со счётом 1:0 (гол на 12-й минуте забил Эрнан Креспо). Во втором поединке снова сильнее оказался «Милан», и снова в его составе отличился Креспо, на этот раз забивший на 61-й минуте. В итоге ещё раз 1:0.
В четвертьфинале соперником «Милана» стал их давний недруг и сосед по стадиону — миланский же «Интернационале». «Милан» выиграл свой «домашний» матч на «Сан-Сиро» со счётом 2:0 после того, как в первом тайме отличился Яп Стам, а на 74-й минуте ворота соперников поразил Андрей Шевченко. Матч на «Сан-Сиро» «в гостях» «Милан» также выиграл, но на этот раз со счётом 3:0. На 30-й минуте Шевченко вывел «Милан» вперёд, а затем на 72-й минуте матч был остановлен из-за безобразного поведения болельщиков «Интернационале». В результате «хозяевам» засчитали техническое поражение, и «Милан» записал на свой счёт техническую победу со счётом 3:0.
В полуфинале «Милану» достался нидерландский ПСВ. Матч на «Сан-Сиро» итальянцы выиграли со счётом 2:0 (отличились Шевченко на 42-й минуте и Йон-Даль Томассон на 90-й). «Милан» растерял своё преимущество в ответном поединке, в котором они пропустили два безответных мяча. Однако в добавленное время Массимо Амброзини забил гол, который стал для «Милана» победным. После этого, чуть ли не после развода мяча, ПСВ забил третий мяч «Милану», но хотя матч завершился со счётом 3:1 в пользу ПСВ, и общий счёт по итогам двух матчей был 3:3, в финал вышел итальянский клуб за счёт гола, забитого на чужом поле.

### Ливерпуль
«Ливерпуль» начал свою кампанию в третьем квалификационном раунде, где его соперником был австрийский ГАК. Матч в гостях англичане выиграли со счётом 2:0 благодаря двум голам Стивена Джеррарда.. Однако в домашнем поединке на «Энфилде» «Ливерпуль» уступил австрийскому клубу 0:1. Гол Марио Токича, забитый на 54-й минуте, подарил «Грацу» шанс, но воспользоваться им «Ливерпуль» гостям не позволил. По результатам жеребьёвки «Ливерпуль» оказался в группе А, куда были также определены представлявший Францию «Монако», греческий «Олимпиакос» и испанский «Депортиво». В первом туре в матче против «Монако» на 22-й минуте Джибриль Сиссе открыл счёт, а на 84-й минуте Милан Барош забил ещё один мяч, и «Ливерпуль» победил 2:0. Следующий матч английский клуб неожиданно проиграл «Олимпиакосу», за который на 17-й минуте отличился Иероклис Столтидис. Затем «Ливерпуль» разошёлся миром с «Депортиво», сыграв вничью 0:0, что ещё более ухудшило его положение. Гол, забитый на 14-й минуте ответного поединка Жорже Андраде в свои ворота, помог «Ливерпулю» вернуться на победный путь — матч в Ла-Корунье был выигран со счётом 1:0. Однако «Ливерпуль» проиграл следующий матч «Монако», пропустив на 55-й минуте гол от Хавьера Савиолы, и в результате, чтобы выйти из группы, «Красным» было необходимо в последнем туре обыгрывать «Олимпиакос» с разницей в два мяча. На 27-й минуте матча на «Энфилде» Ривалдо ударом со штрафного вывел «Олимпиакос» вперёд, а это означало, что теперь в оставшийся час игрового времени «Ливерпулю» надо было забивать три мяча. Во втором тайме вышедший на замену Флоран Синама-Поньоль сравнял счёт, затем на 80-й минуте Нил Меллор вывел «Ливерпуль» вперёд, однако, чтобы пройти дальше, хозяевам необходимо забить ещё один мяч. За четыре минуты до финального свистка Стивен Джеррард ударом с 25 метров забил третий гол, и в итоге «Ливерпуль» победил с нужным счётом.
В следующем раунде «Ливерпуль» обыграл немецкий «Байер 04» из Леверкузена — со счётом 3:1 сначала дома, а затем и в гостях., В матче на «Энфилде» отличились Луис Гарсия, Йон-Арне Риисе и Дитмар Хаманн, в Германии Луис Гарсия забил ещё два мяча, а третий записал на свой счёт Милан Барош.
В четвертьфинале «Ливерпуль» обыграл «Ювентус» на Энфилде со счётом 2:1 (голы на счету Сами Хююпя и Луиса Гарсии у хозяев и Фабио Каннаваро у гостей). В ответном матче игроки «Ливерпуля» смогли продемонстрировать блестящую игру в обороне, сведя матч к ничейному результату. По итогам двух встреч «Ливерпуль» выиграл у «Ювентуса» со общим счётом 2:1 и вышел в полуфинал.
В первом полуфинальном матче «Ливерпуль» встречался с «Челси» на Стэмфорд Бридж, и добился там ничейного результата, сыграв со счётом 0:0. В ответном поединке на «Энфилде» Луис Гарсия на четвёртой минуте забил гол, который до сих пор остаётся предметом споров. Однако именно этот гол принёс «Ливерпулю» победу и позволил клубу принять участие в финальном матче в Стамбуле.

## Матч

### Первый тайм
Уже на 50-й секунде матча Паоло Мальдини открыл счёт, послав мяч сквозь толпу игроков в сетку ворот растерявшегося Ежи Дудека. Благодаря этому голу Мальдини стал самым возрастным игроком, забивавшим в финале ЛЧ (36 лет и 11 месяцев).. В первом тайме «Ливерпуль» и в обороне, и в атаке играл гораздо хуже, чем от него ожидали. На 19-й минуте Харри Кьюэлл получил травму и на 23-й минуте его заменил Владимир Шмицер. На 29-й минуте «Милан» забил второй мяч, однако гол Андрея Шевченко был отменён из-за офсайда. На 39-й минуте показалось, что мяч угодил в руку Алессандро Несте, находившемуся в этот момент в штрафной площади своей команды, однако рефери не стал назначать пенальти в ворота «Милана», несмотря на бурную реакцию игроков «Ливерпуля». Минуту спустя итальянцы устремились в контратаку, Шевченко получил мяч на правом фланге и отдал длинный пас на Эрнана Креспо, который первым же касанием отправил мяч в сетку — счёт стал 2:0 в пользу «Милана». Пять минут спустя Джеррард потерял мяч в центре поля, и Кака отдал великолепный пас вразрез на Креспо, который снова поразил ворота Дудека. К перерыву счёт был уже 3:0, и, возможно, даже самые преданные болельщики «Ливерпуля» думали, что игра окончена — уж слишком велика была разница в классе, показанном игроками обеих команд в первом тайме.

### Второй тайм
Несмотря на столь разочаровывающий счёт, в перерыве болельщики «Ливерпуля», а их на стадионе было большинство, начали громко распевать гимн своей команды, знаменитый You’ll Never Walk Alone. На второй тайм у «Ливерпуля» не вышел правый защитник Стив Финнан, и вместо него появился опорный полузащитник Дитмар Хаманн, сразу принявшийся подбадривать партнёров. «Ливерпуль» перешёл на ожидаемую схему игры в три защитника и два опорных полузащитника, таким образом Стивен Джеррард получил большую свободу действий и мог теперь уделять больше времени атаке.
На 54-й минуте после серии точных передач «Ливерпуля» мяч попал к Йону-Арне Риисе, которому представилось два шанса навесить снаряд в штрафную площадь. Первый из них он упустил, но вторым пасом нашёл Джеррарда, который головой переправил мяч в дальний угол ворот. Этот гол позволил «Ливерпулю» почувствовать бо́льшую уверенность в своих силах и возродил надежду на общий успех в матче. Было видно, что Джеррард призывает своих товарищей усилить натиск. В этот момент болельщики «Ливерпуля», находившиеся на стадионе, стали ещё громче и активнее, чем раньше, петь и скандировать.
Две минуты спустя Хаманн отдал передачу на Владимира Шмицера, который с 18 метров сильно послал мяч в левый угол ворот Диды. Удар был столь силён, что Барош, находившийся на пути мяча, едва сумел избежать столкновения с ним. Бразильский вратарь «Милана» взять этот удар не сумел, и преимущество итальянцев сократилось до одного мяча. 3:2. Правомерность того, что этот гол был засчитан, оспаривалась «Миланом», так как непосредственно перед тем, как Хаманн принял мяч, боковой судья поднял флаг, сигнализируя об офсайде у «Ливерпуля». Как бы то ни было, рефери решил не давать в данном случае свободный удар в пользу «Милана». Чувство несправедливости, которое испытали по этому поводу болельщики «Милана», точно отражает ощущения, которые пережили фаны «Ливерпуля» в первом тайме, когда судья в такой же ситуации засчитал второй гол итальянского клуба.
«Ливерпуль» продолжал давить. Прекрасным пасом Милан Барош вывел Джеррарда на ворота Диды, однако эпизод был прерван грубым отбором со стороны Дженнаро Гаттузо в штрафной. Судья назначил одиннадцатиметровый удар, который вызвался пробить Хаби Алонсо. Хотя Алонсо нанёс сильнейший удар в левый нижний угол, Дида смог взять его. Однако на добивание первым успел всё тот же Алонсо, который отправил мяч под перекладину, сравняв счёт во встрече. 3:3.
С этого момента игра абсолютно выровнялась. Обе команды имели хорошие шансы для того, чтобы забить ещё, и регулярно перехватывали друг у друга инициативу. К концу основного времени они так и не смогли выявить победителя, а потому было назначено дополнительное время.

### Дополнительное время
«Милан» в дополнительное время смотрелся сильнее, так как игроки «Ливерпуля» устали и были явно опустошены. Владимиру Шмицеру и Джейми Каррагеру пришлось оказывать помощь, так как у них сводило ноги. На 116-й минуте Шевченко имел прекрасный шанс, чтобы забить, однако его удар головой Дудек парировал, а две секунды спустя польский вратарь руками перевёл мяч на угловой после повторного удара, который украинский форвард наносил уже с расстояния двух метров. Счёт остался равным и после истечения дополнительных 30 минут, а значит судьбу матча должна была решить серия пенальти. Обе команды свои последние серии пенальти в финалах Лиги чемпионов УЕФА выигрывали — для «Милана» это было в 2003 году против «Ювентуса», для «Ливерпуля» — 1984 году, когда он обыграл «Рому».

### Серия пенальти
Сержиньо первым в составе «Милана» пробил пенальти, отправив мяч над перекладиной. Дитмар Хаманн забил — несмотря на, как выяснилось позднее, сильнейшую боль, вызванную переломом большого пальца на ноге. Таким образом «Ливерпулю» удался идеальный старт. 1:0 — впереди «Ливерпуль»
Во втором раунде вратарь «Ливерпуля» Ежи Дудек парировал удар Андреа Пирло. Несмотря на то, что при выполнении 11-метрового удара голкипер сдвинулся с линии ворот ещё до удара и тем самым нарушил процедуру выполнения 11-метрового удара, судья не потребовал пробить пенальти повторно. Игрок «Ливерпуля» Джибриль Сиссе был точен. 2:0 — впереди «Ливерпуль».
В третьем раунде «Милан» сократил отставание. Йон-Даль Томассон забил за итальянский клуб, а Дида взял удар в исполнении Йона-Арне Риисе. 2:1 — впереди «Ливерпуль».
В четвёртом раунде забили обе команды — у «Милана» отличился Кака, а у «Ливерпуля» — Шмицер. 3:2 — впереди «Ливерпуль», а впереди остаётся всего один раунд.
Андрей Шевченко, игрок, который за два года до этого забил победный для «Милана» пенальти в ворота «Ювентуса» выходит вперёд. Он обязан забивать, чтобы сохранить для «Милана» надежду на победу, однако снова Дудек парирует удар. «Ливерпуль» побеждает в серии и прерывает тем самым ожидание Кубка европейских чемпионов, которое длилось 21 год.

## Трофей
Выиграв Лигу чемпионов УЕФА в пятый раз в своей истории, «Ливерпуль» заслужил право на то, чтобы навсегда оставить трофей у себя. Обычно клуб, выигравший этот турнир, оставляет Кубок у себя только на десять месяцев, так как он обязан вернуть трофей обратно УЕФА за два месяца до следующего финала, а в память о победе они получают лишь уменьшенную копию Кубка. Однако правилами предусмотрено, что трофей останется у той команды, которая пять раз становилась победителем данного первенства. Ещё одним способом оставить трофей у себя является завоевание трёх титулов подряд.

## Детали матча
| Милан                                         | 3:3 (доп. вр.) | Ливерпуль                              |
| --------------------------------------------- | -------------- | -------------------------------------- |
| Мальдини 1′ · Креспо 39′ 44′                  | (отчёт)        | Джеррард 54′ · Шмицер 56′ · Алонсо 60′ |
| Пенальти                                      |                |                                        |
| Сержиньо · Пирло · Томассон · Кака · Шевченко | 2:3            | Хаманн · Сиссе · Риисе · Шмицер        |

| Милан | Ливерпуль |

| Милан: |    |                       |  |      |
| |    |                       |  |      |
| Вр | 1  | Дида                  |  |      |
| Защ | 2  | Кафу                  |  |      |
| Защ | 31 | Яп Стам               |  |      |
| Защ | 13 | Алессандро Неста      |  |      |
| Защ | 3  | Паоло Мальдини (к)    |  |      |
| ПЗ | 21 | Андреа Пирло          |  |      |
| ПЗ | 8  | Дженнаро Гаттузо      |  | 112' |
| ПЗ | 20 | Кларенс Зеедорф       |  | 86'  |
| ПЗ | 22 | Кака                  |  |      |
| Нап | 7  | Андрей Шевченко       |  |      |
| Нап | 11 | Эрнан Креспо          |  | 85'  |
| Запасные: |    |                       |  |      |
| Вр | 46 | Кристиан Аббьяти      |  |      |
| Защ | 4  | Каха Каладзе          |  |      |
| Защ | 5  | Алессандро Костакурта |  |      |
| ПЗ | 10 | Руй Кошта             |  | 112' |
| ПЗ | 24 | Викаш Дорасо          |  |      |
| ПЗ | 27 | Сержиньо              |  | 86'  |
| Нап | 15 | Йон-Даль Томассон     |  | 85'  |
| Главный тренер: |    |                       |  |      |
| Карло Анчелотти Игрок матча: Стивен Джеррард (Ливерпуль) Помощники судьи: Клементе Плоу Оскар Саманьего Четвёртый судья: Артуро Ибаньес |    |                       |  |      |

| Ливерпуль:      |    |                     |     |     |
|                 |    |                     |     |     |
| Вр              | 1  | Ежи Дудек           |     |     |
| Защ             | 3  | Стив Финнан         |     | 46' |
| Защ             | 23 | Джейми Каррагер     | 75' |     |
| Защ             | 4  | Сами Хююпя          |     |     |
| Защ             | 21 | Джими Траоре        |     |     |
| ПЗ              | 14 | Хаби Алонсо         |     |     |
| ПЗ              | 10 | Луис Гарсия         |     |     |
| ПЗ              | 8  | Стивен Джеррард (к) |     |     |
| ПЗ              | 6  | Йон-Арне Риисе      |     |     |
| Нап             | 7  | Харри Кьюэлл        |     | 23' |
| Нап             | 5  | Милан Барош         | 81' | 85' |
| Запасные:       |    |                     |     |     |
| Вр              | 20 | Скотт Карсон        |     |     |
| Защ             | 17 | Хосеми              |     |     |
| ПЗ              | 16 | Дитмар Хаманн       |     | 46' |
| ПЗ              | 18 | Антонио Нуньес      |     |     |
| ПЗ              | 25 | Игор Бишчан         |     |     |
| Нап             | 9  | Джибриль Сиссе      |     | 85' |
| Нап             | 11 | Владимир Шмицер     |     | 23' |
| Главный тренер: |    |                     |     |     |
| Рафаэль Бенитес |    |                     |     |     |

## Статистика матча

### Первый тайм
|                        | Милан | Ливерпуль |
| ---------------------- | ----- | --------- |
| Голы                   | 3     | 0         |
| Удары                  | 7     | 5         |
| Удары в створ          | 5     | 1         |
| Процент владения мячом | 56 %  | 44 %      |
| Угловые                | 2     | 1         |
| Фолы                   | 8     | 7         |
| Офсайды                | 5     | 1         |
| Жёлтые карточки        | 0     | 0         |
| Красные карточки       | 0     | 0         |

### Второй тайм
|                        | Милан | Ливерпуль |
| ---------------------- | ----- | --------- |
| Голы                   | 0     | 3         |
| Удары                  | 9     | 9         |
| Удары в створ          | 1     | 3         |
| Процент владения мячом | 55 %  | 45 %      |
| Угловые                | 8     | 3         |
| Фолы                   | 8     | 16        |
| Офсайды                | 2     | 4         |
| Жёлтые карточки        | 0     | 2         |
| Красные карточки       | 0     | 0         |

### Всего
|                        | Милан | Ливерпуль |
| ---------------------- | ----- | --------- |
| Голы                   | 3     | 3         |
| Удары                  | 16    | 14        |
| Удары в створ          | 6     | 4         |
| Процент владения мячом | 55 %  | 45 %      |
| Угловые                | 10    | 4         |
| Фолы                   | 16    | 23        |
| Офсайды                | 7     | 5         |
| Жёлтые карточки        | 0     | 2         |
| Красные карточки       | 0     | 0         |

- Полный отчёт о матче на сайте УЕФА
- Статистика игроков на сайте УЕФА
- Отчёт BBC о матче